# Vikartovce
Vikartovce (allemand : Weigsdorf in der Zips) est un village de Slovaquie situé dans la région de Prešov.

## Histoire
Première mention écrite du village en 1283.

## Démographie

### Évolution de la population
| Année:               | 1994. | 2004.   | 2014.   | 2024.   |
| -------------------- | ----- | ------- | ------- | ------- |
| Nombre de personnes: | 1637  | 1785    | 1868    | 1825    |
| Différence:          |       | +9,04 % | +4,64 % | -2,30 % |

| Année:               | 2023. | 2024.   |
| -------------------- | ----- | ------- |
| Nombre de personnes: | 1848  | 1825    |
| Différence:          |       | -1,24 % |